# Gucci Mane
Радрик Делантик Дејвис (енгл. Radric Delantic Davis; Аталанта, 12. фебруар 1980), познатији под својим уметничким именом Гучи Мејн (енгл. Gucci Mane), амерички је репер. Помагао је пионирима хип хоп поджанра познатијег као треп, заједно са реперима Т.И. и Јанг Џизи, посебно у 2000-има и 2010-има. Гучи Мејн је 2005. дебитовао са албумом који носи назив Trap House, након чега су уследили други и трећи албуми Hard to Kill и Trap-A-Thon 2006. Његов четврти албум, Back to the Trap House, објављен је 2007. године.
Након објаве критички и комерцијално успешног микстејпа 2009. године, Гучи Мејн је објавио свој шести студијски албум, The State vs. Radric Davis, свој први златно сертификовани албум. Након времена проведеног у затвору између 2014. и 2016. године, поновно се појавио са неколико нових малопродајних пројеката, укључујући Everybody Looking (2016), који је препуштен критичким похвалама. Сарадња из 2016. са Реи Сремурдом, под називом "Black Beatles", му је донела први сингл број један на америчкој листи Билборд хот 100. Од тада је објавио бројне албуме; његов најновији Woptober II објављен је 18. октобра 2019.
Гучи Мејн је током своје каријере објавио 13 студијских албума и преко 71 микстејпова. 2007. године основао је властити лабел 1017 Records. Сарађивао је са уметницима попут Дрејка, Лил Вејна, Крис Брауна, Селене Гомез, Мараја Кери и Марлин Мансона. Његова плодна микстејп издања и дугогодишње присуство иноватора трепа на музичкој сцени у Атланти, успоставили су га као главни утицај на млађе атлантске репере попут Јанг Тага, Мигосa, Рич Хоми Куанa, 21 Савиџa и Лил Јахтија, он је назван "аватаром Источне Атланте" и "најутицајнијим подземним репером у последњој деценији".

## Ранији живот

### Одрастање: 1980–1993
Радрик Делантик Дејвис рођен је 12. фебруара 1980. у Бесемеру, Алабама, од оца Ралфа Еверет Дудлија (рођен 23. августа 1955) и Вики Џин Дејвис (рођеном 1955). Породица Дејвис имала је снажну војну позадину. Његов деда по оцу Џејмс Дудли старији, служио је у војсци дванаест година током Другог светског рата као кувар, а његов деда по мајци, Валтер Ли Дејвис, служио је на Тихом океану током Другог светског рата, и у УСС Јужна Дакота. Дејвисов отац је такође служио у војсци, боравио је у Кореји две године.
Дејвисови родитељи упознали су се 1978. године; Дејвисова мајка имала је сина из друге везе, Виктора Дејвиса. Кад се Дејвис родио, његов отац је био у бекству од полиције због трговине кокаином и хероином, побегао је у Детроит, Мичиген. Дејвисов отац није био присутан да потпише извод из матичне књиге рођених, па је Дејвис добио презиме мајке.
Током одрастања, Дејвиса је одгајала његова бака по оцу док је његова мајка похађала факултет да би стекла звање. Дејвисова мајка била је учитељица која га је у младости научила да чита, а већину свог времена је проводила препричавајући му списе из Библије. Дејвисова прва школа била је Јонесборо, где је похађао вртић и првих неколико разреда основне школе. Његов старији полубрат Виктор га је увео у хип хоп када је имао шест година, водио га је на концерте Рун-ДМЦ, Beastie Boys-a и ЕлЕл Кул Џи.

## Каријера

### 2005–2006:Trap HouseиHard to Kill
2005. године, Дејвис је издао свој независни дебитантски албум под називом Trap House, на којем се налази сингл "Icy" са Јанг Џизијем. Спорови око права на овај сингл изазвали су раздор између двоје извођача. Trap House сматран је успехом независног уметника. Албум се нашао у топ 20 лествице Билборд РнБ / Хип-Хоп албума и слетео на прво место на лествици Билборд Хитсикерс албума. Наступи госта укључују Бун Б, Килер Мајк, Лил Скрапи, Џоди Бриз и Кхујо из Годи Моб-a. Hard to Kill уследио је 2006. године. Укључио је хит сингл  "Freaky Gurl", који је достигао 12. место на Хот Рап нумерама, број 19 на Хот РнБ / Хип-Хоп песмама, и на броју 62 на Билборд Хот 100. Снимио је и видео записе за нумере "Street Nigazzz" и "Pillz".

### 2007–2010: Микстејпови,Back to the Trap House, The State vs. Radric Davis
Званични ремикс "Freaky Gurl" на ком се налазе Лудакрис и Лил 'Ким уврштен је на његов комерцијални дебитантски албум "Back to the Trap House" из 2007. године. Гучи Мејн се појавио у филму ОЈ да Ђусмена "Make Tha Trap Say Aye" и започео је рад на разним микстејповима. Након успеха својг микстејпа Bird Money and Writing on the Wall, Гучи Мејн је потписао за Варнер Брос. Рекордс у мају 2009. године.
Појавио се на ремиксима песама као што су "Boom Boom Pow" групе The Black Eyed Peas, "Obsessed" од Мараја Кери и "5 Star Chick" од Јо Готи-ја, а гостовао је и на Мариовом "Break Up". Укупно је наступио на 17 гостовања у 2009. Други студијски албум Гучи Мејна, The State vs. Radric Davis, објавио је Варнер Брос. Рекордс 8. децембра 2009. Његов први сингл, "Wasted", на којем се налази Плиес, првобитно је Гучи Мејнов 2009. микстејп под називом Guccimania. Он је достигао 36. место на Хот 100, број 3 на Хот РнБ / Хип-Хоп песмама, и број 3 на Рап Сонгс-у, што га чини Гучи Мејновим најуспешнијим синглом до сада. Други сингл био је "Spotlight" са Aшером. Трећи сингл био је "Lemonade". Четврти сингл био је "Bingo", на којем су учествовали Вака Флока Флејм и Солџа Бој 2. октобра 2009, Гучи Мејн се нашао на броју 6 на МТВ-овој листи најхот МЦ-а

### 2010–2012:The Appeal: Georgia's Most Wantedи други пројекти
Након пуштања из затвора, Гучи Мејн је изјавио да ће започети или променити назив етикете из So Icey Entertainment у 1017 Brick Squad Records. The Appeal: Georgia's Most Wanted, објављен је 28. септембра 2010. Први сингл из овог издања био је "Gucci Time", продуцирао и представио Свиз Битз. Премијерно је представљен на МајСпејс страници Гучи Мејна 6. августа, а америчким градским радио станицама објављен је 24. августа 2010.
Гучи Мејн је 18. марта 2011. објавио свој десети ЕП, The Return of Mr. Zone 6, који је углавном продуцирао Драм Бои. Дебитовао је на 18. месту Билборд 200, а његов је највиши ЕП на лествици. Албум је такође представљен на на месту # 2 на табели Рап албуми и # 8 на РнБ / Хип-Хоп албум листи. Такође је објавио колаборацијски албум са Вака Флока Флејмом под називом Ferrari Boyz 5. августа, први албум Гучи Мејна у сарадњи. Његов први сингл био је "She Be Puttin On" на коме је освануо натпис Brick Squad labelmate Slim Dunkin. Ferrari Boyz је дебитовао на # 21 на Билборд 200. Гучи Мејн је 13. децембра објавио још један албум са колаборацијом, овај пут са репером В-Насти-јем, назван BAYTL, први сингл албума је "Whip Appeal" на којем се налази ПиТуДиЕлеј.
Три дана након пуштања BAYTL-а, док је путовао у видео снимку "Push Ups", Слим Данкин који је представљен у песми, упуцан је и убијен након свађе у студију у Атланти. Гучи Мејн је 5. фебруара 2012. објавио свој Trap Back микстејп. На њему се појављују гостовања Јо Готи-ја, Роко-а, Вака Флока Флејма, Џејдакис, 2 Чеинза и Фјучра, последња три се појављују на трећем студијском албуму Џиизи (који је уклонио "Јанг" из свог имена) Thug Motivation 103: Hustlerz Ambition. Први сингл био је насловна нумера микстејпа. Снимљени су музички спотови за песме "Quiet", "Face Card", "In Love With a White Girl" са Јо Готијем, "Chicken Room" са Роком, насловну нумеру, и "Sometimes" са Фјучром. Trap Back дочекао је позитивне критике, оцењујући 7.8 од стране компаније Pitchfork Media, а 7.5 од  AllHipHop-а, и „Л“ из  XXL-а.
25. маја 2012, Гучи Мејн је објавио још један микстејп, I'm Up. Објављени су музички спотови за песме "Supa Cocky", "Kansas" са Џим Џонсом, "Wish You Would" са Верс Симондсом и "Too Damn Sexy" са Џеремај-ом. Гучи Мејн објавио је још један микстејп, Trap God, 17. октобра 2012. Микстејп је између осталог укључивао и функције придружене компаније Brick Squad од Вака Флока Флејма и честе сараднике Рик Роса, Фјучра, Мик Мила и Брдмана. 13. септембра 2012, појавио се на микстејпу Вака Флока Флејма Salute Me Or Shoot Me 4 на две нумере.

### 2013:Trap House IIIиThe State vs. Radric Davis II: The Caged Bird Sings
12. фебруара 2013, Гучи Мејн је објавио свој микстејп Trap God 2. До краја марта Гучи Мејн објавио је још три микстејпа - Free Bricks 2 са Јанг Скутером, Trap Back 2 и EastAtlantaMemphis са Јанг Долфом. Гучи Мејн је објавио у фебруару 2013. године да ће објавити нови студијски албум под називом Trap House III, трећи део своје серије Trap House. Објављен је 21. маја 2013. Дана 31. маја 2013, Гучи Мејн је такође објавио да ће касније током године издати нови албум под називом Mr. GuWop, на којем ће се наћи лични пријатељ и извођач индустријског рок извођача Марилин Мансон, који му је такође помогао да би дао облик звуку и музичком правцу албума. Гучи Мејн је 5. јуна 2013. објавио да ће 1017 Brick Squad издати свој први компилацијски албум Big Money Talk 2013. године.
7. септембра 2013, разни припадници 1017 Brick Squad-a и Brick Squad Monopoly трговали су снимцима напред и назад на Твитеру, укључујући и Гучи Мејна, Вака Флока Флејма, Френчи, Вох Да Кид и ОЈ да Ђусмен-а. Гучи Мејн би наставио да говори "јебени brick одред" и оптужио своју бившу менаџерицу, мајку Вака Флока Флејма, да је крала новац од ОЈ да Ђусмена и Френч Монтане. Френч је такође Гучи Мејна оптужио за плаћање адвоката Јанг Вита, оптуженог за убиство бившег уметника из 1017 Brick Squad, Слим Данкина, што је Гучи Мејн негирао. Френчи је сутрадан објавио дис на Гучи Мејна. Током следећих дана откривено је да ОЈ да Ђусман, Јанг Долф, Френчи и Вох Да Кид више нису, или у неким случајевима никада нису, потписани у евиденцијама 1017 Brick Squad Records као њихови артисти. Такође је открио да је 1017 Brick Squad изгубио уговор о дистрибуцији Atlantic Records-а, а изадвачка кућа је могла бити распуштена.
Гучи Мејн је 9. септембра 2013. на Твитеру објавио да је вољан продати уговоре за снимање оних које је сматрао својим главним извођачима: Вака Флока Флејм, Јанг Скутер и Јанг Таг. Током Твитер тираде отпустио је многе репере и продуценте као што су Ники Минаж, Плиес, Драке, Роко, Полов да Дон, 2 Чеинз, Рик Рос, Џиизи, ТИ, Јо Готи, Френчи, Мафија 808, Вака Флока Флејм и Тајгу. Следећег дана објавио је нови сингл "Stealing", у коме се појављује ОЈ да Ђусмен и продуцент Зејтовен. На песми је дисовао Т.И., Џиизи-ја и Јо Готи-ја. Те ноћи је објавио и Diary of a Trap God. Након пуштања микстејпа његови твитови су престали, а он је тврдио да је његов бивши рачун хаковао његов бивши менаџер Коуч Кеј за 5000 долара. Након тога избрисао је све спорне твитове, а пар сати касније избрисао је и свој Твитер налог.
22. септембра 2013, Гучи Мејн је признао да је качио твитове и тврдио је да се у то време конзумирао кодеин. Извинио се фановима, породици и члановима музичке индустрије које је увредио. Гучи Мејн је такође рекао да ће одлазити на рехабилитацију, док се налази у затвору због своје пушке. Планови за издавање његовог албума Mr. GuWop били су укинути на неодређено време, а Гучи ће објавити свој десети студијски албум, The State vs. Radric Davis II: The Caged Bird Sings, на Божић 2013. године.

### 2014–2016: Пројекти реализовани током боравка у затвору
Гучи Мејн објавио је своју прву музику у 2014. 20. априла, бесплатни колаборативни микстејп са Јанг Тагом под називом Young Thugga Mane La Flare. Касније је објавио још један колаборативни пројекат са 1017 BrickSquad извођачима, Brick Factory Vol. 1, 24. маја, а истог дана објавио је три дигитална албума, The Purple Album (са Јанг Tагом), The Green Album (са Мигосима) и The White Album (са Пиви Лонгвеј), колективно познат под називом World War 3D . Његов осми дигитални албум, Trap House 4, објављен је 4. јула 2014. Албум садржи гостовања Чиф Кифа, Јанг Скутера-а, К Кампа и Фреда Сантане.
17. јула 2014. објавио је колаборативни албум са Јанг Долф-ом и Пиви Лонгвеј-ом (који су названи Felix Brothers) под називом Felix Brothers. Гучи Мејн је 22. јула 2014. објавио да ће објавити нови албум под називом The Oddfather, истог дана када ће се вратити на суд, 28. јула 2014. Гучи је 15. августа 2014. објавио свој десети дигитални албум, Gucci Vs Guwop. Гучи је објавио је пратећи дигитални албум на микстејп Brick Factory Vol. 1, Brick Factory Vol. 2, 3. септембра, Гучи је 13. септембра објавио бесплатни микстејп назван The Return of Mr. Perfect, праћење његовог микстејп-а Mr. Perfect. Након септембарских издања почео је промовирати Trap God 3, који је објављен 17. октобра 2014. године, и постао је први на лествици током затворске казне. Гучи Мејн и Чиф Киф су 31. октобра 2014. објавили колаборационални микстејп под називом Big Gucci Sosa.
На Божић, Гучи је објавио је свој 13. микстејп, East Atlanta Santa, у којем су учествовали уметници попут Раури, Шавти Ло и ОЈ да Јуицеман. Прекорачио је годину удружујући се са продуцентом Хонорабле Ц Ноте за божићнои микстејп издање под називом C-Note Vs. Gucci, компилација старих колаборација. 2014. je објавио више од дванаест пројеката, а из затвора је зарадио преко 1.300.000 долара.
Гучи је објавио свој 14. микстејп 3. јануара 2015, 1017 Mafia: Incarcerated. На свој рођендан, 12. фебруара 2015, објавио је трећи део своје серије Brick Factory series, Brick Factory 3. Убрзо након тога, 18. фебруара 2015, Гучи је објавио изненађујући ЕП под називом Views From Zone 6. Наслов је игра речи због надолазећег албума од Дрејка  Drake Views From The 6. Гучи је трећи пут издао троструки дигитални албум 20. марта 2015: Breakfast, Lunch and Dinner. Укључује госте попут АјЛавМаконен, Вака Флока Флејма, Чиф Кифа, Рич д кида, Анди Милонакис-а и других. Четири дана касније Гучи је објавио пратећи ЕП под називом Dessert, који садржи продукцију Мајк Вил Мејд Ит-а и Хонорабле Ц-Ноте-а
Гучи је 6. априла 2015. објавио последњу део Trap House компилације, Trap House 5 (The Last Chapter), први део од 5 који је објављен као микстејп. Продукцијом су управљали Мајк Вил Мејд Ит, Зејтовен и Хонорабле Ц-Ноте, а имали су и гостовања од Јанг Тага, Пиви Лонгвеј-а и Чиф Кифа-а. 20. маја 2015. године, објавио је свој десети пројекат те године, King Gucci, са гостовањима Фети Вап-а, Мигоса, Пиви Лонгвеја и Риф Раф-а и продукцијом Чиф Киф-а, ТМ88, Метро Бумин-а и Зејтовен-а. 25. децембра 2015. године Гучи је објавио миксетејп под називом East Atlanta Santa 2.
26. априла 2016, објавио је компилацијски албум са 36 песама на iTunes који се састојао од његових пројеката Breakfast, Lunch, Dinner, и Dessert пројекат назван Meal Ticket..

### 2016–до данас: Излазак из затвора,Everybody Looking,The Return of East Atlanta Santa,Mr. Davis&Evil Genius
26. маја 2016. Гучи је пуштен из затвора пет месеци раније: пресудило је то, да пет месеци које је провео у затвору чекајући на суђење, још увек није одузето из казне, до тог тренутка. Следећег дана, објавио је први сингл у оквиру свог новог уговора са Atlantic Records, "First Day Out Tha Feds". 3. јуна 2016, се појавио на "Champions", првом синглу ГУД Мјузик Cruel Winter албума.  Гучи је 17. јуна 2016. направио свој први наступ откако је пуштен из затвора у Elan Mansion, клубу иЗ Атланте. 25. јуна 2016. објавио је свој девети студијски албум и први од изласка из затвора, Everybody Looking, који је објављен 22. јула 2016. Дан касније предводио је концерт "Gucci & Friends" у Театру Фокс у Атланти; наступали су још и Фети Вап, 2 Чеинз, Фјучр и Дрејк.
Након пуштања из затвора, Гучи Мане постао предмет теорије интернетске завере која је изјавила да је клон "правог" Гучи Мејна, наводећи реперов нов физички изглед, благу промену у гласу и његов прелазак на здравији начин живота. Гучи је негирао да је клон и забављао се теоријом на Инстаграму.
У септембру 2016. Гучи је сарађивао са Реа Сремурдом на синглу "Black Beatles", који је у новембру 2016. достигао број један на Билборд Хот 100, првом синглу Гучи Мејна на тој позицији. Билборд је песму описао као "неочекивану комерцијалну највишу тачку за Гучија", јер је  7 недеља заредом, све до јануара 2017. био на Билборд Хот 100.
Woptober је објавио 14. октобра 2016, а објавио је споредни пројекат под називом Free Bricks 2 with Future.
Његов десети студијски албум, "The Return of East Atlanta Santa", објављен је 16. децембра 2016. године.
26. маја 2017. године, Гучи је објавио Droptopwop, колаборативни микстејп са Метро Бумином. Микстејп са 10 нумера на којем се налазе и Рик Рос, Офсет, Јанг Долф и 2 Чеинз.
Гучи је у августу 2017. године објавио свој једанаести студијски албум, Mr. Davis. Албум је објављен 13. октобра 2017. Укључује и "I Get the Bag" са Мигосима, која је достигла 11. место на Билборд Хот 100, његовом најуспешнијем синглу до сада као соло извођач.
Два месеца касније, објавио је свој дванаести студијски албум El Gato: The Human Glacier, који је у потпуности продуцирао Southside. Недељу дана након објављивања, на сличан начин најавама претходних пројеката, Гучи је објавио свој тринаести албум, Evil Genius, објављен 7. децембра 2018.
Новоформирана група први пут се окупила на Coachella 2019. Прича се да новоформирана група Гучи Генг, у коју су укључени Гучи Мејн, Лил Памп и Смоукпрп, ради на надолазећем заједничком пројекту.

## Лични живот
Дејвис је оженио Кеишу Ка'оир у Мајамију 17. октобра 2017. Она је оснивач је и власник компанија Ka'oir Cosmetics и Ka'oir Fitness. Венчање је платио BET који је продуцирао пратећу 10-сегментну ТВ серију, The Mane Event, приказујући припреме за венчање и церемонију. Дејвис је запросио Ка'оири након наступа на кошаркашкој утакмици Atlanta Hawks-а.
У септембру 2017. Дејвис је објавио своју аутобиографију, The Autobiography of Gucci Mane. Књига је написана за време Дејвисовог боравка у затвору и ауторизована је од стране Нил Мартинез-Белкин, бивши уредник часописа XXL. У недељама пре објаве, Дејвис је објавио трејлер за књигу који се састојао од кратке монтаже у режији видеографа Кам Кирка. Аутобиографија Гучи Мејна постала је бестселер Њујорк Тајмс-а. Њујоркер је рекао да се књига „чита као скуп белешки које покушавају да наметну централни поредак његовој животној причи“.
Дејвис је у аутобиографији открио да има сина рођеног 2007. године за кога он није знао до 2016. године.

## Дискографија
Албуми
- Trap House (2005)
- Hard to Kill (2006)
- Trap-A-Thon (2007)
- Back to the Trap House (2007)
- Murder Was the Case (2009)
- The State vs. Radric Davis (2009)
- The Appeal: Georgia's Most Wanted (2010)
- The Return of Mr. Zone 6 (2011)
- Everybody Looking (2016)
- The Return of East Atlanta Santa (2016)
- Mr. Davis (2017)
- El Gato: The Human Glacier (2017)
- Evil Genius (2018)
- Delusions of Grandeur (2019)
- Woptober II (2019)
- East Atlanta Santa 3 (2019)

Колаборациони албуми
- Ferrari Boyz (2011) (са Вака Флока Флејм)
- BAYTL (2011) (са В-Насти)
- DropTopWop (2017) (са Метро Бумин)

## Филмографија
| Година | Филм                                                               | Улога     |
| ------ | ------------------------------------------------------------------ | --------- |
| 2007   | No Pad No Pencil                                                   | Гучи Мејн |
| 2007   | Gucci Mane – Glockumentary DVD                                     | Гучи Мејн |
| 2008   | Gucci Mane – Who Framed Radric Davis (DVD)                         | Гучи Мејн |
| 2008   | Hood Affairs – Trap-A-Holic: (Gucci Mane Edition)                  | Гучи Мејн |
| 2009   | Hood Affairs – Gucci Mane – Trap-A-Holic 2 DVD                     | Гучи Мејн |
| 2009   | The Come Up DVD 20 (Gucci Mane Edition)                            | Гучи Мејн |
| 2009   | Money Mafia: Gucci Mane (Street Classic Edition)                   | Гучи Мејн |
| 2010   | Hood Affairs: Gucci Mane – 1017 Brick Squad aka Trap-A-Holic 3 DVD | Гучи Мејн |
| 2010   | The Raw Report Presents: Gucci Mane "King of Diamonds DVD"         | Гучи Мејн |
| 2010   | Gucci Mane x Raw Report – Documentary                              | Гучи Мејн |
| 2010   | Gucci Gone Bonkers DVD                                             | Гучи Мејн |
| 2010   | Gucci 3D DVD                                                       | Гучи Мејн |
| 2011   | Gucci Mane In Wonderland                                           | Гучи Мејн |
| 2012   | My Come Up                                                         | Гучи Мејн |
| 2012   | Birds of a Feather                                                 | Гучи Мејн |
| 2012   | Spring Breakers                                                    | Арчи      |
| 2013   | Gucci Mane – The Lost Footage                                      | Гучи Мејн |
| 2015   | The Spot                                                           | Гучи Мејн |

## Награде и номинације

### BET награде
| Година | Номинација                       | Награда                     | Постигнуће | Реф.   |
| ------ | -------------------------------- | --------------------------- | ---------- | ------ |
| 2017   | "Black Beatles" (са Реи Сремурд) | Награда по избору гледалаца | Номинован  | [ 32 ] |
| 2017   | "Party" (са Крис Браун и Ашер)   | Награда по избору гледалаца | Номинован  | [ 32 ] |
| 2017   | "Party" (са Крис Браун и Ашер)   | Најбоља колаборација        | Номинован  | [ 32 ] |

### BET хип-хоп награде
| Година | Номинација                       | Награда              | Постигнуће |
| ------ | -------------------------------- | -------------------- | ---------- |
| 2017   | "Black Beatles" (са Реи Сремурд) | Најбоља колаборација | Номинован  |
| 2017   | Droptopwop                       | Најбоља сарадња      | Номинован  |
| 2017   | Droptopwop                       | Најбољи микстејп     | Номинован  |

### Grammy награде
| Година | Номинација                     | Награда             | Постигнуће | Реф. |
| ------ | ------------------------------ | ------------------- | ---------- | ---- |
| 2020   | "Exactly How I Feel" (са Лизо) | Најбоља РнБ изведба | На чекању  |      |

### MTV награда за музички видео
| Година | Номинација               | Награда              | Постигнуће | Реф.   |
| ------ | ------------------------ | -------------------- | ---------- | ------ |
| 2017   | "Down" (са Фифт Хармони) | Најбољи ПОП видео    | Освојено   | [ 33 ] |
| 2017   | "Down" (са Фифт Хармони) | Најбоља кореографија | Номинован  | [ 33 ] |
| 2017   | "Down" (са Фифт Хармони) | Песма лета           | Номинован  | [ 33 ] |